# 牛頭角下邨 (選區)
牛頭角下邨（英語：Lower Ngau Tau Kok Estate，代號J39）是香港觀塘區議會下轄的選區，2015年設立，2023年取消，末任區議員為獨立民主派人士李詠珊。在2023年香港選舉改革後，本選區與其他10個選區合併成觀塘西選區。

## 範圍
選區位於牛頭角北部，包括牛頭角下邨、樂雅苑、安基苑以及連接三個屋苑的周邊範圍，當中以牛頭角下邨人口最多，名稱亦由此而來。與其相連的選區有觀塘中心、九龍灣、啟業、淘大、佐敦谷、順天、樂華北以及牛頭角上邨選區，投票站因應地形人口分佈而設有兩個，分別位於樂雅苑內的振華道體育館及牛頭角下邨內的保良局顧卞裘莉長者日間護理中心。

## 沿革
2014年因應原有牛頭角及佐敦谷兩個選區內新屋邨落成帶動選區人口過多，選委會將牛頭角選區的牛頭角下邨加上有相隔一段距離的佐敦谷選區樂雅苑、安基苑合為牛頭角下邨選區，由於原本牛頭角及佐敦谷兩個選區都由民建聯成員擔任區議員，以上劃界被指對民建聯較為有利。
2015年區議會選舉，民建聯派出張姚彬而民主黨派出黃正峰競爭，由於2013年入伙的牛頭角下邨涉及公屋鉛水事件，本區被視為重點選區之一，結果由張姚彬以2,441票多於黃正峰的1,979票當選。
2019年區議會選舉，獨立民主派的李詠珊挑戰爭取連任的張姚彬，張姚彬雖在顧卞裘莉護理中心的得票小勝李詠珊，但李詠珊就在樂雅苑的振華道體育館票站追回張姚彬，結果李詠珊以258票之差擊敗張姚彬，成功當選。2021年7月8日，因應政府計劃追討協助民主派初選區議員的酬金津貼傳聞所帶動的區議員辭職潮中，李詠珊辭去區議員職務。

## 歷屆議員
| 屆別                 | 議員   | 政治聯繫 | 政治聯繫 |
| -------------------- | ------ | -------- | -------- |
| 2016年－2019年       | 張姚彬 |          | 民建聯   |
| 2020年－2021年7月8日 | 李詠珊 |          | 無黨籍   |
| 2021年7月9日－2023年 | 懸空   | 懸空     | 懸空     |

## 歷屆選舉結果
| 政党   | 政党       | 候选人    | 票数  | %     | ±      |
| ------ | ---------- | --------- | ----- | ----- | ------ |
|        | 民建聯     | ①. 張姚彬 | 3,704 | 48.32 | -6.91  |
|        | 獨立民主派 | ②. 李詠珊 | 3,962 | 51.68 | 不適用 |
| 多数票 | 多数票     | 多数票    | 258   | 3.37  | -7.08  |

| 政党   | 政党   | 候选人    | 票数  | %     | ±      |
| ------ | ------ | --------- | ----- | ----- | ------ |
|        | 民主黨 | ①. 黃正峰 | 1,979 | 44.77 | 新選區 |
|        | 民建聯 | ②. 張姚彬 | 2,441 | 55.23 | 新選區 |
| 多数票 | 多数票 | 多数票    | 462   | 10.45 | 新選區 |